# Florian Hartmann (Politiker)

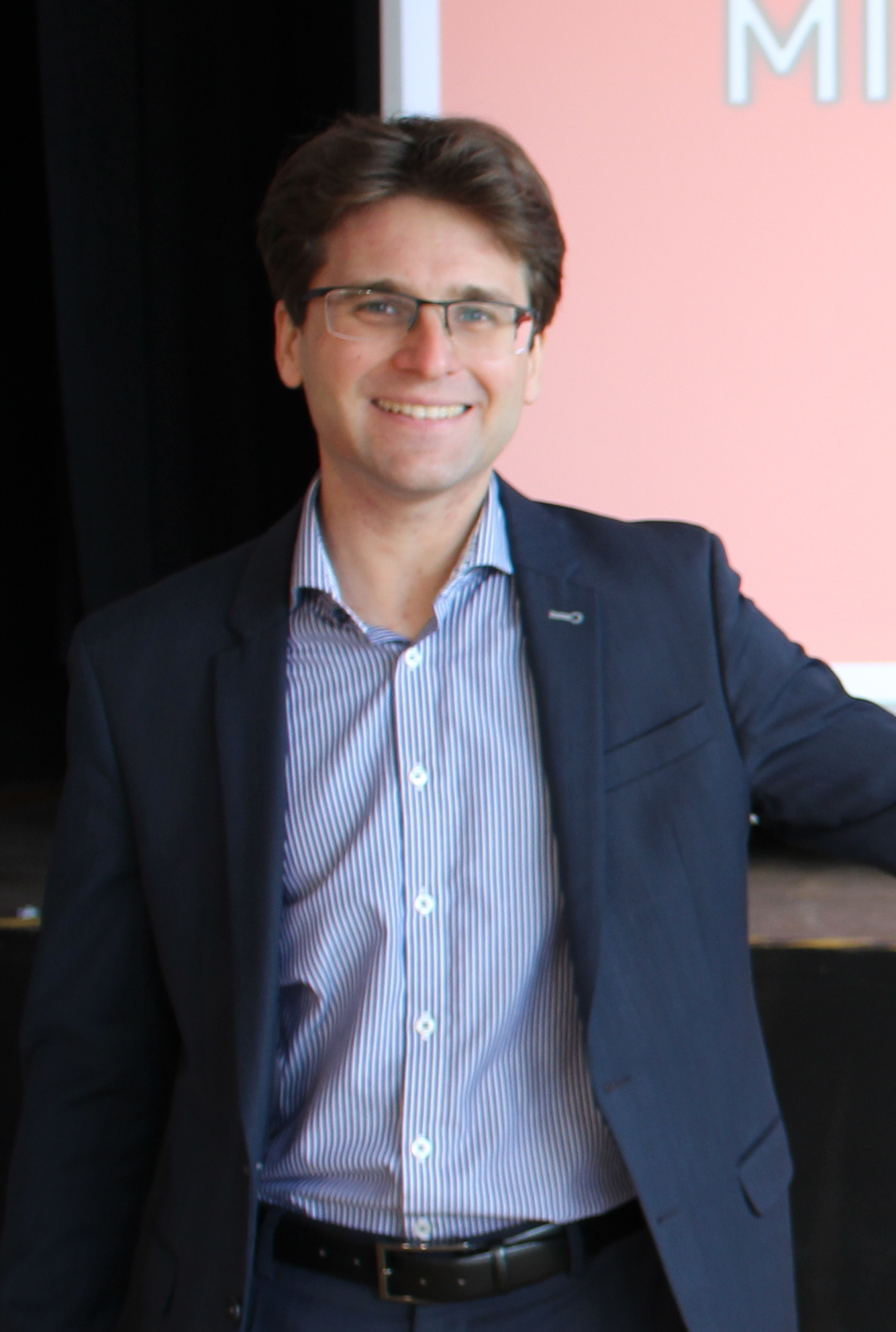
Florian Hartmann (2021)

Florian Hartmann (* 2. November 1986 in Dachau) ist ein deutscher Kommunalpolitiker der SPD und seit dem Jahr 2014 Oberbürgermeister der Großen Kreisstadt Dachau.

## Leben
Nach dem Abitur am Dachauer Josef-Effner-Gymnasium im Jahr 2006 studierte er Maschinenbau mit Abschluss als Diplom-Ingenieur (FH) im Schwerpunkt Umwelttechnik an der Hochschule München und arbeitete kurzzeitig als Projektingenieur in der Energie- und Umwelttechnik.
Hartmann begann seine politische Karriere im Jahr 2004 im Dachauer Jugendrat, dessen Sprecher er war. 2008 wurde er für die SPD in den Dachauer Stadtrat gewählt. Von 2012 bis 2014 war er stellvertretender Fraktionsvorsitzender. Im Jahr 2014 trat er als Kandidat der SPD bei der Oberbürgermeisterwahl gegen den amtierenden Oberbürgermeister Peter Bürgel (CSU) an. Im ersten Wahlgang erhielt er knapp 27 Prozent der Stimmen und lag somit gut 20 Prozentpunkte hinter Bürgel. Da dieser die absolute Mehrheit verpasste, fiel die Entscheidung in einer Stichwahl. Hierbei wurde Hartmann mit 53,7 Prozent der Stimmen zum neuen Oberbürgermeister der Stadt Dachau gewählt. Hartmann wurde mit 27 Jahren der bis dato jüngste Oberbürgermeister in der Geschichte der Bundesrepublik Deutschland. Im Jahr 2020 wurde er bei der Kommunalwahl mit über 76 Prozent der Stimmen im Amt bestätigt.
Hartmann ist seit dem Jahr 2019 mit seiner Frau Julia verheiratet.